# 巴爾的摩體育場（大學中心）站
巴爾的摩體育場（大學中心）站（英語：Baltimore Arena (University Center) station）是巴爾的摩輕軌的車站之一，三條路線的班車皆有停靠。本站目前無免費停車場，可轉乘馬里蘭交通管理局許多條路線的巴士。
巴爾的摩地鐵計畫中的紅線將在此設立一個地下車站，旅客可轉乘現有的輕軌路線。

## 外部連結
- Schedules
- Station from Google Maps Street View